# Butch Miller
Robert Miller, känd under sina artistnamn Butch Miller och Bushwhacker Butch, född 21 oktober 1944 i Auckland, Nya Zeeland, död 2 april 2023 i Los Angeles, USA, var en nyzeeländsk wrestlingbrottare.